# Ернан (ТВ серија)
Ернан (шп. Hernán), шпанско-мексичка историјска драма снимљена 2019. године. Минисерија од 8 епизода, верно описује животе и авантуре Ернана Кортеса и његових сабораца током шпанског освајања Мексика (1519-1522). Серија је снимљена у склопу обележавања 500. годишњице освајања Мексика.

## Улоге
| Глумац                 | Улога                    |
| ---------------------- | ------------------------ |
| Óscar Jaenada          | Ернан Кортес             |
| Dagoberto Gama         | Монтезума                |
| Ishbel Bautista        | Малинче                  |
| Jorge Antonio Guerrero | Шикотенкатл              |
| Michel Brown           | Педро де Алварадо        |
| Víctor Clavijo         | Кристобал де Олид        |
| Almagro San Miguel     | Гонзало де Сандовал      |
| Miguel Ángel Amor      | Бернал Дијаз дел Кастиљо |
| Óscar Villalobos       | Панфило де Нарваес       |
| Cristian Gamero        | Херонимо де Агилар       |
| Antonio Trejo Sánchez  | Квитлавак                |

## Епизоде
| Бр. еп. (укупно) | Бр. еп. (у сезони) | Наслов        | Редитељ              | Сценариста                    | Премијера          |
| --- | ------------------ | ------------- | -------------------- | ----------------------------- | ------------------ |
| 1 | 1                  | "Марина"      | Norberto López Amado | Curro Royo                    | 21. новембар 2019. |
| Прва епизода описује догађаје из угла Малинче, Кортесове индијанске робиње и касније љубавнице, која је одиграла велику улогу у освајању Мексика као Кортесов преводилац. Радња почиње 1520. у Теночтитлану, где је Кортесова експедиција заробила астечког краља Монтезуму у његовој палати. Кортес са Марином у пратњи напушта мексичку престоницу и побеђује ривалску експедицију Панфила де Нарваеза у бици код Семпоале. Радња се потом враћа годину дана уназад, у мајанско село Потончан, на морској обали, где Кортес побеђује локалне староседеоце и добија Малинали на поклон заједно са данком у злату од поглавице. Малинали прима хришћанство и добија ново име, Марина, и постаје робиња једног од Кортесових официра. Поново у 1520. години, на повратку у Теночтитлан, Марина и Кортес затичу покољ Астека у граду, који је у међувремену извршио Педро де Алварадо, Кортесов заменик. У 1519, Кортес на обали код Веракруза прима астечке посланике са даровима, али његов преводилац, Херонимо де Агилар, зна само мајански језик и не разуме говор Астека. Марина, која зна оба језика, преводи говор Астека на мајански и постаје Кортесов преводилац. У 1520, почиње устанак Астека у Тенохтитлану и Шпанци су опседнути у Монтезуминој палати. |                    |               |                      |                               |                    |
| 2 | 2                  | "Олид"        | Julián de Tavira     | María Jaén                    | 21. новембар 2019. |
| Друга епизода описује догађаје из угла Кристобала де Олида, једног од Кортесових капетана. Радња почиње 1519. на Куби, где Олид добија наређење од гувернера Дијега Веласкеза да се прикључи Кортесовој експедицији, како би штитио гувернерове интересе. 1520, у Теночтитлану, Олид и његова вереница, Хуана, која је дошла са Кубе са Нарваезовом експедицијом, налазе се у опседнутој Монтезуминој палати. 1519, Кортес креће из Веракруза у потрази за Мексиком, престоницом Астека и среће племе Тотонака, који су астечки вазали и живе у Семпоали, граду од камена. Уз Маринину помоћ нуди им савез против Астека и од њих сазнаје за моћно племе Тласкала, који су највећи непријатељи Астека. Кортес планира да уједини све непријатеље Астека и са њима заједно нападне Мексико, али му се Олид супротставља, пошто би ратом са Астецима прекорачио овлашћења која је добио од гувернера Веласкеза. Сутрадан, Кортес хапси астечке сакупљаче пореза, чиме приморава Тотонаке да му се придруже против Астека. 1520. у Теночтитлану, Олид предводи испад из палате како би донео намирнице, али његова група је потучена, а Хуана заробљена. 1519, Кортес на обали мора оснива Веракруз, прво шпанско насеље у Мексику, и од градског већа добија овлашћења да делује независно, као генерални капетан нове колоније, чиме се легално ослобађа власти гувернера Веласкеза. Веласкезови људи у његовој пратњи покушавају да га ухапсе, али их Олид, који је био главни Веласкезов присталица, издаје Кортесу. Кортес веша гувернерове присталице, а затим потапа своје бродове. 1520. у Теночтитлану, Хуана је жртвована на врху пирамиде, док Олид немоћно посматра. |                    |               |                      |                               |                    |
| 3 | 3                  | "Шикотенкатл" | Norberto López Amado | María Jaén & Julián de Tavira | 21. новембар 2019. |
| Трећа епизода описује докађаје из угла младог тласкаланског поглавице Шикотенкатла, који је најпре непријатељ, а затим савезник Шпанаца. Радња почиње 1498. и приказује напад Астека на Тласкалу, који млади Шикотенкатл и његова сестра посматрају из скровишта. 1520. у Теночтитлану, Шикотенкатл предводи успешан испад из палате и са својим ратницима доноси храну, укључујући и тела двојице Астека, од којих његови људи кувају чорбу. 1519, у племенском већу Тласкале неке поглавице желе савез са Шпанцима против Астека, али Шикотенкатл их наговара на рат. Након што је тласкаланска војска два пута потучена од Шпанаца, остале поглавице приморавају Шикотенкатла да пристане на савез, и нуде његову сестру Кортесу за жену. Пошто је већ ожењен, Кортес је уступа свом заменику, Алвараду, што Шикотенкатл подноси са великом љубомором, пошто је у инцестуозној љубави са сестром. 1520. у Теночтитлану, Алварадо одушевљено проба тлашкаланску чорбу, али побесни и нападне Шикотенкатла када схвати да једу људе. Тежи сукоб спречава поглавичина сестра и Алварадова жена, која је на крштењу добила име Марија Лујза. Нешто касније, Шикотенкатл отима сестру и покушава да се са својим ратницима кришом извуче из града, али је нападнут и сатеран натраг у палату, која је нападнута са свих страна. Монтезума по Кортесовом наређењу заповеда Астецима да се разиђу и пусте Шпанце из града, али га народ засипа камењем и смртно рањава. Као и на почетку, Шикотенкатл и његова сестра се загрљени крију од Астека. |                    |               |                      |                               |                    |
| 4 | 4                  | "Бернал"      | Norberto López Amado | María Jaén                    | 21. новембар 2019. |
| Четврта епизода приказује догађаје из угла Бернала Дијаза дел Кастиља, једног од Кортесових пешадинаца. Радња почиње у Шпанији 1508. године: Бернал, као дечак, покушава да спасе штене вука, али га отац приморава да га утопи у реци, јер је вук. 1520. у Теночтитлану, двојица Берналових другова гину на крову палате од хитаца невиђеног астечког праћкаша и Бернал креће да га смакне. Годину дана раније, војска Шпанаца и Тлашкаланаца на путу за Мексико долази до града Чолуле, који их дочекује хладно и уздржано, по Монтезумином наређењу. Током одмора у предграђу, Бернал, који пише своју хронику, спријатељи се са астечким дечаком који му даје воћку. Међутим, поглавице одбијају да приме Кортеса, Бернал открива замке ископане по улицама, а жене и деца кришом одлазе из града. У одговор, Шпанци и Тлашкаланци масакрирају читаво становништво, укључујући жене и децу. Згађен, Бернал баца мач и безуспешно покушава да спасе дечака, кога убија Алварадо. Сутрадан, експедиција стиже до Теночтитлана. Годину дана касније, у Теночтитлану, Бернал успева да изненади праћкаша, за кога се испостави да је тек дечак. Бернал га са оклевањем убија, а затим баца свој мач. |                    |               |                      |                               |                    |
| 5 | 5                  | "Монтезума"   | Norberto López Amado | Curro Royo                    | 21. новембар 2019. |
| Пета епизода приказује догађаје из угла астечког владара Монтезуме. 1519, Монтезума својеручно приноси људе на жртву, тражећи одговор од богова у вези странаца који су се појавили у његовој земљи. На вест да су Ћолулу опустошили брадати странци, краљ верује да се остварило старо пророчанство да ће се бог Кецалкоатл вратити у пратњи брадатих ратника, и свечано дочекује Кортеса у Теночтитлану као Кецалкоатла. Кортес му, преко Марине, отворено признаје да је само човек, али оштро протестује када примети трагове жртвовања људи. На гозби добродошлице, Кортез захтева од Монтезуме да се одрекне својих богова, прихвати хришћанство и прекине са канибализмом и жртвовањем људи. Увређен, Монтезума прекида пријем. Шпанци су смештени у старој краљевској палати (која на њихово чуђење нема капију, него су врата увек отворена) и ужурбано се утврђују. Сутрадан, Монтезума нуди Кортезу сво злато које има ако оде, али Кортез га обавештава да ће за њим доћи на хиљаде других и тражи од њега да се покори шпанском краљу Карлу V, од кога ће добити заштиту. Неколико дана касније, Астеци у граду убијају двојицу Шпанаца. У одговор, Кортес хапси Монтезуму и са породицом га одводи у своју палату. Годину дана касније, Монтезума умире од рана: на самрти, моли Кортеса да га убије како би умро од непријатељске руке и Ернан га пробада својим ножем. |                    |               |                      |                               |                    |
| 6 | 6                  | "Алварадо"    | Julián de Tavira     | María Jaén                    | 21. новембар 2019. |
| Шеста епизода приказује догађаје из угла Кортесовог главног капетана, Педра де Алварада. 1520. у граду Мексику, Алварадо је у немилости након покоља Астека који је изазвао побуну. Кортес предаје Монтезумино тело Астецима, планирајући да искористи погребне свечаности како би се извукао из града, али му извиђачи јављају да су сви мостови на насипима који воде из града, који је усред језера, порушени. Уместо Монтезуминог сина, који је Кортесов заробљеник, за новог краља изабран је Монтезумин брат Квитлавак. Неколико месеци раније, Алварадо се зближава са својом женом (тласкаланком Маријом Лујзом), која почиње да говори шпански, а Кортес започиње развод од своје жене и венчава се са Монтезумином ћерком, која на крштењу добија име Ана. Уз то, Кортес забрањује приношење људских жртава током редовних годишњих свечаности у част бога кише, што Астеци дочекују са неверицом. Марина је увређена, али долазе вести да се код Веракруза искрцала експедиција Панфила Нарваеса за задатком да ухапси Кортеса. Кортес одлази да их пресретне, али не може да сакрије од Монтезуме да је дошао против воље свог краља. Алварадо, као Кортесов заменик у граду, покушава да спречи жртвовање три дечака, али их сутрадан налази мртве пред вратима палате. Алварадо наређује Монтезуми да забрани даље жртвовање, али му овај одговара да зна да су Кортес и Алварадо криминалци и издајници свог краља. Велика свечаност почиње упркос забрани, али Алварадо, нахушкан од своје жене, са Шпанцима и Тласкаланцима напада и масакрира учеснике. Дечак кога су покушали да спасу изврчава самоубиство, а шокирани Алварадо наређује да се оборе пагански идоли. Поново у садашњости, Кортес прекорева Алварада због масакра и очајава због порушених мостова, али Алварадо долази на идеју да направе покретне мостове од кровних греда. |                    |               |                      |                               |                    |
| 7 | 7                  | "Сандовал"    | Álvaro Ron           | María Jaén & Curro Royo       | 21. новембар 2019. |
| Седма епизода приказује догађаје из угла Гонзала де Сандовала, Кортесовог пријатеља и капетана. Радња почиње у Шпанији 1499. године. Гонзало, тек дечак, чува стражу док се његов рођак, Кортес, удвара младој Ајши, кћерки маварског трговца. Кортес обећава Сандовалу да ће га једног дана повести у Нови Свет. 1501, Сандовал се дописује са Кортесом, који студира права у Саламанки и проводи време у картању, разврату и двобојима. За то време, нови гувернер Западне Индије, Николас де Овандо, сакупља исељенике за Нови Свет. Кортес напушта студије и враћа се кући, са жељом да оде у Индију, што Сандовал прима са осушевљењем. Међутим, Кортес одустаје од пута кад поново среће Ајшу, која је примила хришћанство и постала Сара. Како би их раздвојио, Сандовал пријављује Сарину породици Инквизицији као скривене муслимане: пошто је у њиховој кући пронађен Куран, цела породица је похапшена и мучена као јеретици. Кортес без успеха моли милост за њих, а Гонзало, згађен последицама своје издаје, одбацује крст. Сломљен погубљењем Саре и њене породице, Кортес одлази у Нови Свет. У 1520, Кортесови људи граде покретне мостове, претапају злато у полуге и спремају се за бекство из града. Кортес нуди Марини велики део свог злата, за случај да погине, али га она одбија, и Сандовал јој нуди своју заштиту. Део бивших Веласкезових војника поново покушава да ухапси Кортеса, али их његови људи уз помоћ Тласкаланаца лако побеђују. Марина поверава Сандовалу како ју је мајка са 11 година продала Мајама, а да је Кортеса заволела, док он у њој види само тумача. Такође му открива да их Индијанци обоје зову истим именом, Малинче, пошто Кортес увек говори преко ње, као да су једно биће, и да носи Кортесово дете.                                                                                                  |                    |               |                      |                               |                    |
| 8 | 8                  | "Ернан"       | Norberto López Amado | Curro Royo & Julián de Tavira | 21. новембар 2019. |
| Осма епизода приказује догађаје из угла самог Ернана Кортеса. Радња почиње 1523, у Кортесовој палати: Ернан, сада удовац, дочекује Бернала Дијаса, сада имућног властелина, док се Марина порађа у суседној соби. Оклеветан од непријатеља, Кортес пише краљу, како би се оправдао за губитак краљевог злата током пробоја из Теночтитлана, догађај познат као Тужна ноћ, и тражи Берналову хронику како би се подсетио. Две године раније, Шпанци се спремају за ноћни пробој из Теночтитлана. Пред полазак, деле астечко злато и масакрирају све заробљенике изузев двоје Монтезумине деце. Носећи покретне мостове, Шпанци крећу по пљуску, надајући се да се неопажено извуку по насипу који води из града, али одмах су откривени и нападнути са свих страна. Тлашкаланци крећу последњи, спаливши палату за собом, али су опкољени. Алварадо се враћа да спасе своју жену, и заједно са Шикотенкатлом успева да се пробије из обруча. Шпански побуњеници који су остављени затворени у палати, заробљени су од Астека. У хаотичној бици на насипу, Кортес напушта мазгу са краљевим златом како би бранио Марину и остале пратиље логора. Један од покретних мостова попушта и део Шпанаца се дави, оптерећен златом, док се Марина и Тлашкаланци спасавају пливањем. У зору, преживели се окупљају на обали, али је половина људи изгубљена, као и краљевско злато, а Марина схвата да је имала побачај. Астеци прекидају гоњење како би сахранили погинуле и жртвовали заробљенике боговима. На обали, пошто се опоравио од шока, Кортес наређује повлачење у Тлашкалу и обећава да ће се вратити, овог пута са бродовима, и радосно грли Марину. У 1522, Кортес сазнаје да је добио сина и даје му име Мартин Кортес Малинче, по свом оцу. |                    |               |                      |                               |                    |